# Kirkonsalmi
Kirkonsalmi är ett sund i Finland.   Det ligger i landskapet Egentliga Finland, i den sydvästra delen av landet, 170 km väster om huvudstaden Helsingfors.
Kirkonsalmi ligger mellan Otava i sydväst och Kanavuori i nordöst. Den ansluter till Raudustenselkä i nordväst och Kaidansalmi i sydost.